# Eumelea polymita
Eumelea polymita là một loài bướm đêm trong họ Geometridae.